# Große Synagoge (Bibrka)

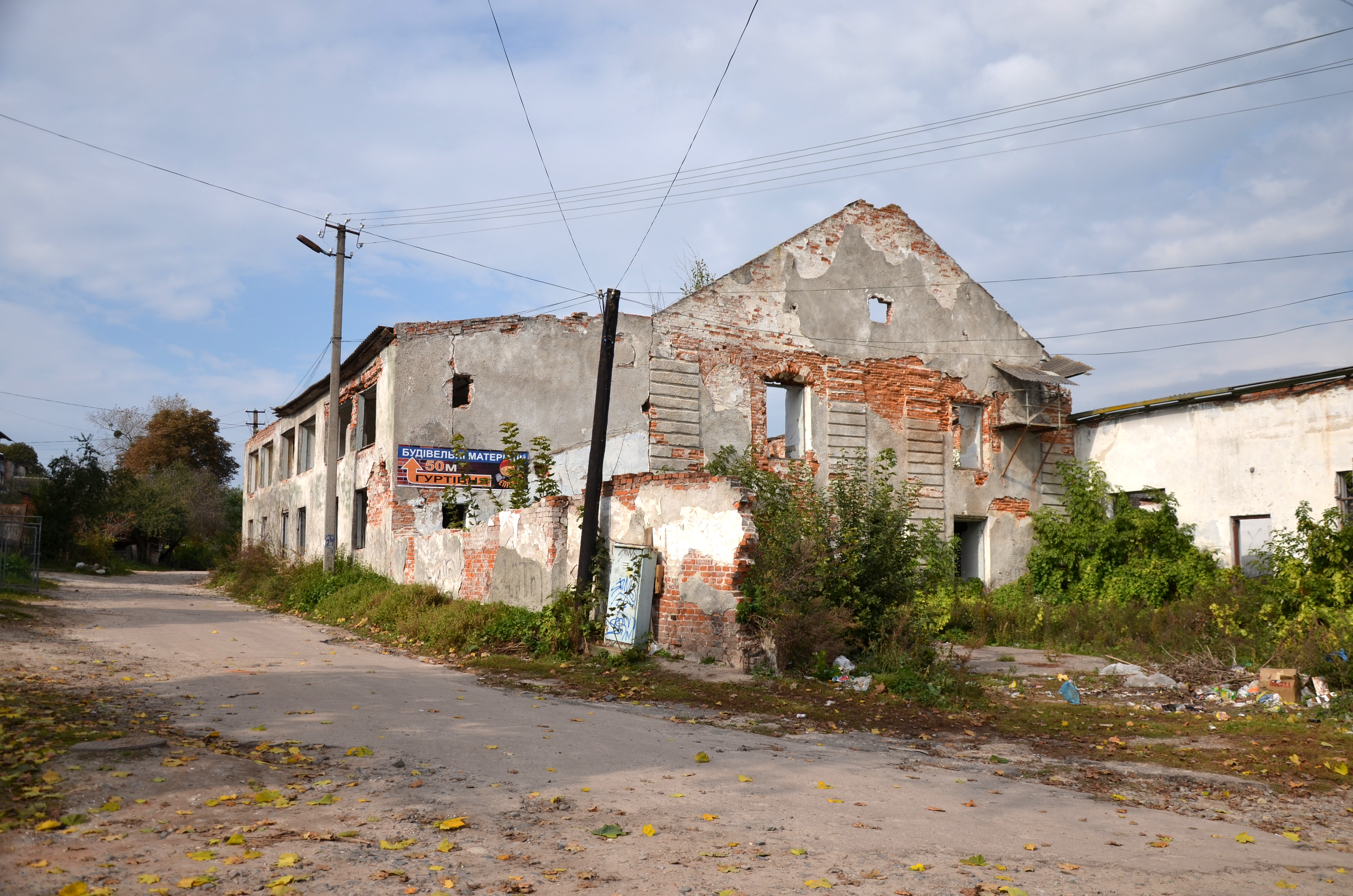
Große Synagoge in Bibrka

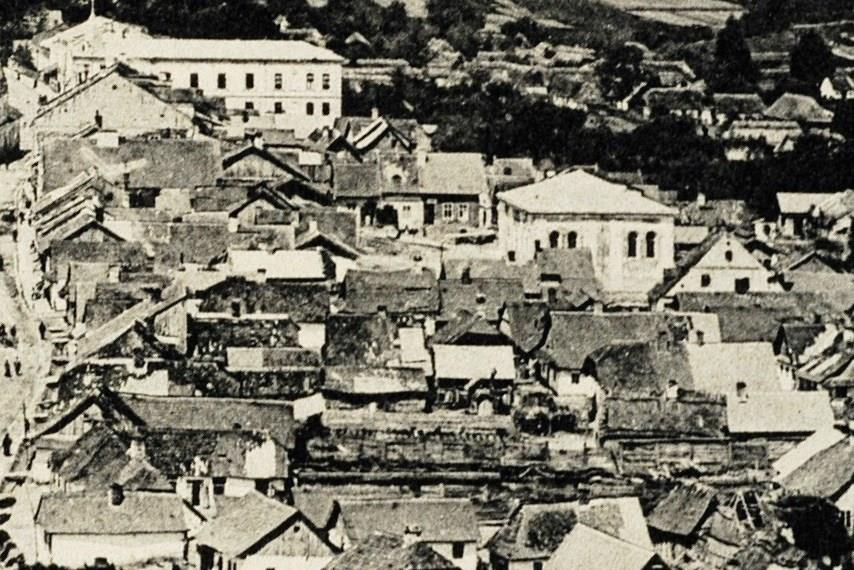
Große Synagoge (1905)

Die Große Synagoge in Bibrka, einer ukrainischen Stadt in der Oblast Lwiw, wurde 1821 errichtet.  Die Große Synagoge, nördlich des Marktplatzes gelegen, war eine von sieben Synagogen, die vor dem Zweiten Weltkrieg in Bibrka existierten. Nur von dieser und einer weiteren sind noch Reste vorhanden.

## Geschichte
Um die Wende zum 20. Jahrhundert wurden an der Großen Synagoge größere bauliche Veränderungen durchgeführt. Nach dem Zweiten Weltkrieg wurde das Gebäude zu einer Konservenfabrik umgebaut. Später wurde diese aufgegeben. Seitdem verfällt sie und ist heute eine Ruine.
Das Bauwerk erweckt durch die Umbauten mehr den Eindruck eines Industriegebäudes als einer Synagoge.

## Architektur
Das Gebäude wurde aus Ziegelsteinen erbaut und verputzt. Es bestand aus der Haupthalle (dem Gebetsraum der Männer) und der Vorhalle (Narthex). Die äußeren Maße sind 14,30 × 21,50 Meter. Tür- und Fensteröffnungen wurden bei den Umbauten teils zugemauert, teils neu eingebaut sowie in ihrer Größe verändert.
In die zwei Räume im Inneren (Haupthalle und Narthex) wurde später eine zweite Etage eingezogen.
Der Toraschrein, die Bima sowie Gemälde und Verzierungen sind nicht mehr vorhanden.